# الغريبية (الرين)
الغريبية، هي قرية من فئة (ب) تقع في محافظة الرين، والتابعة لمنطقة الرياض في السعودية. وتبعد الغريبية عن محافظة الرين بمسافة تقارب () كم.